# 츠바이헨더

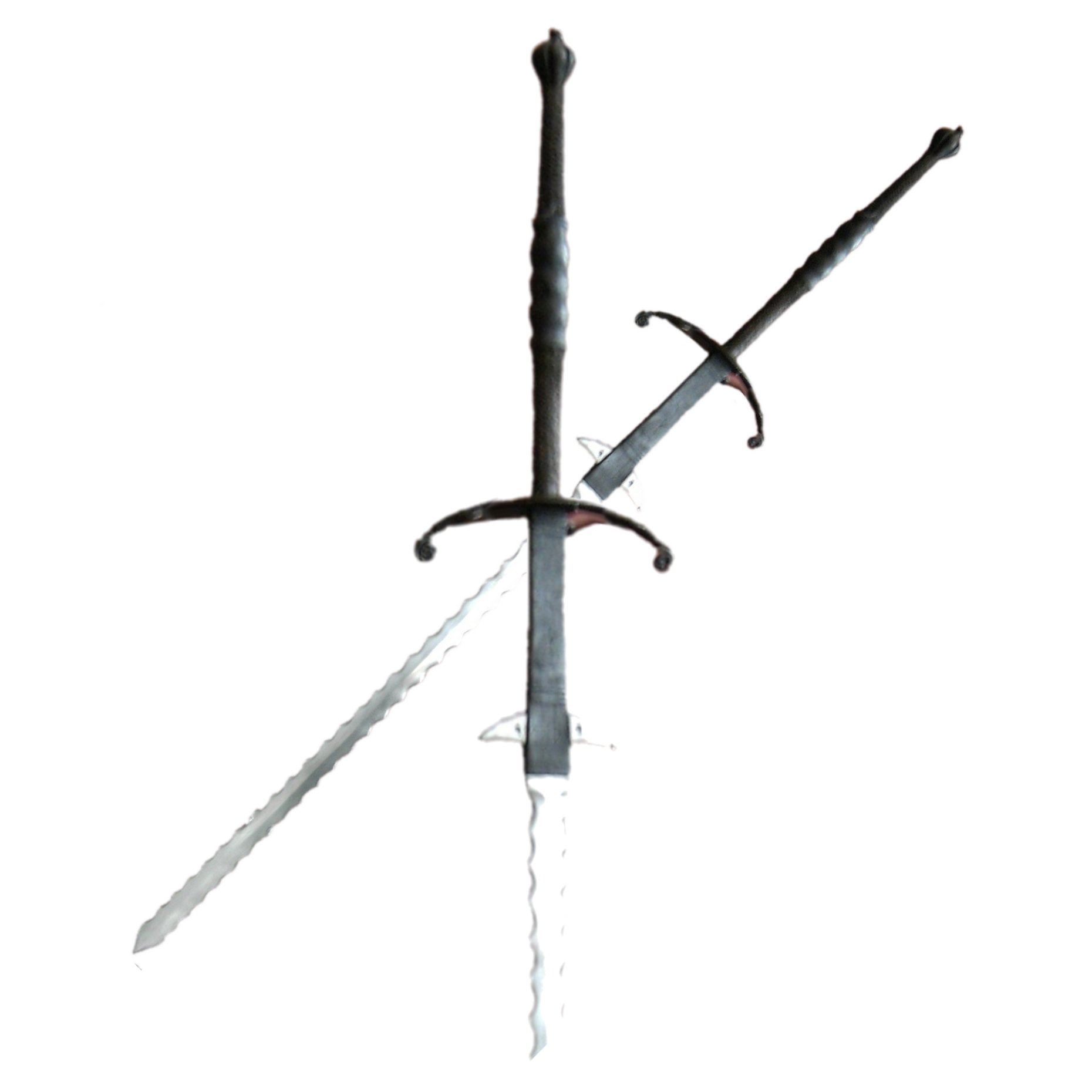

츠바이헨더(독일어: Zweihänder) 또는 투 핸드 소드(영어: two hand sword)는 르네상스 시기의 양수검이다. 츠바이헨더는 영어로 번역하면 두손잡이 라는 뜻이고 길이 180 cm 이상, 무게 2 kg 이상의 거대한 칼이었다.

## 같이 보기
- 클레이모어
- 도검의 분류
- 노타치